# Harburger SC 04/07
Le Harburger SC 04/07 est un club sportif allemand localisé dans le district d’Harbourg à Hambourg.
En plus du Football, le cercle dispose de nombreuses sections sportives, dont l’athlétisme, le badminton, la boxe, le fitness, la gymnastique, le handball, le karaté, le tennis, le tennis de table, le volley-ball,…

## Histoire
Le club est le fruit d’une fusion entre deux anciens clubs de la localité. le FC Borussia 04 Harburg et le VfR Rasensport 07 Harburg.
Dans les années 1930, ces deux cercles jouèrent en Gauliga Nordmark, une des seize ligues créées sur ordre des Nazis dès leur arrivée au pouvoir en 1933. De 1934 à 1937, ils furent rattachés à la Gauliga Niedersachsen.
Lors de la saison 1964-1965, le VfR Rasensport 07 Harburg accéda pendant une saison à la Regionalliga Nord, à l’époque 2e niveau du football allemand.
En 2010-2011, le Harburger SC 04/07 évolue en Bezirksliga Hamburg (Groupe Süd), soit au 7e niveau de la hiérarchie de la DFB.